# Robert Lucander
Robert Lucander (* 1962 in Helsinki) ist ein finnischer Maler, Zeichner, Grafiker und Professor an der Universität der Künste Berlin.

## Leben und Werk
Lucander wurde 1962 in Helsinki geboren. 1982 legte er sein Abitur am Gymnasiet Lärkan in Helsinki ab.
Seit 1988 lebt und arbeitet Lucander in Berlin. Er studierte von 1989 bis 1995 an der Hochschule der Künste Berlin bei Marwan Kassab-Bachi. Dort beschäftige er sich mit konstruktivistischer Malerei, mit Piet Mondrian und Kasimir Malewitsch, daneben mit Gerhard Richter und Blinky Palermo. Seine Werke in dieser Phase sind abstrakt, bis 1997 verwendet er vorwiegend eine geometrische Formensprache. Ab 1995 treten motivische Details in seinen Werken auf, ab 1996 dann zentrale Menschendarstellungen.
Seine Arbeiten zeichnen sich durch eine Vielschichtigkeit in der Auswahl der Materialien als auch in den Themen aus. Gern verwendet Lucander Bleistift und Acryl auf Holzplatten. Zugleich greift er auf große Leinwände zurück. Es geht in seinen Arbeiten um einen seelischen Zustand, der künstlerisch eingefangen wird, aber nur für einen Augenblick ersichtlich sein kann.
Von 2007 bis 2010 war Lucander zunächst Gastprofessor an der Universität der Künste Berlin, seit 2010 hat er dort eine Professur für Malerei inne.
Seit den 1990er Jahren hat er an verschiedenen Einzel- und Gruppenausstellungen in Skandinavien und Deutschland teilgenommen. Seine Werke sind außerdem in zahlreichen zeitgenössischen Kunstmuseen in Finnland, Deutschland und anderen Ländern vertreten.

## Werke in öffentlichen Sammlungen
- Sammlung Deutsche Bank, Frankfurt am Main, Deutschland
- Sammlung Doris und Helmut Lerchner, Berlin, Deutschland
- Sammlung Falckenberg, Hamburg, Deutschland[1]
- DA2–Domus Artium 2002, Salamanca, Spanien[1]
- Amos Anderson Art Museum, Helsinki, Finnland[1]
- Kunsthalle Helsinki, Helsinki, Finnland[1]
- Göteborgs Konstmuseum, Göteborg, Schweden
- Malmö Konstmuseum, Malmö, Schweden
- Horsens Kunstmuseum, Horsens, Dänemark[1]
- Tom Cugliani Collection, New York, USA
- Museum Franz Gertsch, Burgdorf, Schweiz[1]
- Kunstmuseum Mülheim an der Ruhr, Mülheim an der Ruhr, Deutschland[1]
- Oulun taidemuseon, Oulu, Finnland[1]

## Einzelausstellungen
- 2013: Ink, Galerie Mikael Andersen, Kopenhagen, Dänemark
- 2013: Die Waende 5.0, Salon Dahlmann, Berlin, Deutschland
- 2013: Robert Retro 5.0, Galerie Forsblom, Helsinki, Finnland
- 2013: 2 for 1, Gallery Kalhama & Piippo Contemporary, Helsinki, Finnland
- 2010: My tapete, Kunstverein Schwäbisch Hall Galerie am Markt, Schwäbisch Hall, Deutschland
- 2009: Rojekti: bar 9, Café Bar No 9, Helsinki, Finnland
- 2009: China Ink, Suzanne Tarasiève, Paris, Frankreich
- 2008: Woodoo, Gallery Kalhama & Piippo Contemporary, Helsinki, Finnland
- 2008: Doppel, Galerie Haas, Zürich, Schweiz
- 2007: Sugar Shack, Contemporary Fine Arts, Berlin

## Ausstellungsbeteiligungen
- 2014: Architekt - Busdriver - Zwei Brücken, 20 Jahre Gesellschaft für Moderne Kunst in Dresden,[4] Deutschland (u. a. mit Karl-Heinz Adler, Claudia Angelmaier, Armando, Georg Baselitz, Monika Brandmeier, Markus Draper, Marlene Dumas, Norbert Frensch, Günter Fruhtrunk, Rupprecht Geiger, Raimund Girke, Hermann Glöckner, Beate Gütschow, Eberhard Havekost, Matthias Hoch, Candida Höfer, Olaf Holzapfel, Johannes Kahrs, Petra Kasten, Ralf Kerbach, Konrad Klapheck, Jürgen Klauke, Thoralf Knobloch, Peter Krauskopf, Martin Mannig, Frank Nitsche, Sigmar Polke, Egon Pukall, Gerhard Richter, Thomas Scheibitz, Katharina Sieverding, Florian Thomas, Albrecht Tübke, Luc Tuymans, Rémy Zaugg)
- 2013: Blumen/Flowers/Blomster, Galerie Mikael Andersen,[5] Berlin, Deutschland (mit Christian Achenbach, Nobuyoshi Araki, Maxime Ballesteros, Lars Bjerre, Fritz Bornstück, Uwe Boschen, Eva Steen Christensen, Jesper Christiansen, Paula Doepfner, Erik A. Frandsen, Philip Grözinger, Julius Hofmann, Søren Jensen, Karin Lorentzen, Luzia Simons, Lucy Teasdale, Aiko Tezuka, Elisabeth Toubro, Elmar Vestner, Kathrine Ærtebjerg)
- 2013: Figurative Kunst aus Skandinavien, Die Galerie[6], Frankfurt am Main, Deutschland (mit Egill Jacobsen, Ejler Bille, Carl-Henning Pedersen, Asger Jorn, Mogens Balle, Per Kirkeby, Olav Christopher Jenssen, Timo Jakola, Susanne Johansson, Kathrine Ærtebjerg, Maria Nordin)
- 2012: Flying, Künstlerhaus Bethanien, Berlin, Deutschland
- 2012: Charade Rochade, Haubrok, Berlin, Deutschland
- 2012: North east of heaven, Galerie Hartwich Rügen, Sellin, Deutschland
- 2012: Löytöjä – taidetta kampuksilta, Helsinki University Museum, Helsinki, Finnland
- 2011: I am a Berliner – Eighteen Positions in Berlin HDLU HDLU - Croatian Association of Artists, Croatian Biennial, Zagreb, Kroatien
- 2011: 17 Tage danach, Ausstellung Klasse Lucander, 129 Gallery, Berlin, Deutschland